# Vaadhoo (Gaafu Dhaalu-atol)
Vaadhoo is een van de bewoonde eilanden van het Gaafu Dhaalu-atol behorende tot de Maldiven.

## Demografie
Vaadhoo telt (stand september 2006) 665 vrouwen en 725 mannen.